# Omicidi di annata
Omicidi di annata di Ray Bradbury è una raccolta di quindici racconti pubblicata negli Stati Uniti nel 1984, originariamente i racconti erano stati pubblicati tra il 1944 e il 1948 su riviste pulp della Popular Publications, Inc che era specializzata in gialli e polizieschi. Bradbury si cimenta in questi generi, ma come egli stesso riferisce nell'introduzione della raccolta le storie sono "dei feriti in grado di camminare". 
Sebbene Bradbury volle acquisire i diritti di ristampa su Il piccolo assassino e Veglia al vivo per la sua prima raccolta di racconti (Dark Carnival del 1947), la Popular Publications trattenne quelli delle storie rimanenti dopo che Bradbury negli anni cinquanta divenne un autore di successo, e nessuna delle restanti tredici storie apparve sulle raccolte di Bradbury.
Quando negli anni ottanta Bradbury venne a sapere che le sue storie sarebbero state pubblicate in una raccolta, si offrì di scrivere l'introduzione e di aggiungere le due storie che possedeva, con l'accordo che sarebbero state pubblicate in edizione economica e che nessuna successiva edizione sarebbe stata pubblicata fino a che la prima non fosse stata esaurita.

## I racconti
- Il piccolo assassino (1946)
- Morte di un uomo prudente (1946)
- Un po' di cenere grigia (1944)
- Il grassone e l'estintore (1944)
- Funerale a quattro corsie (1944)
- La lunga notte (1944)
- I siamesi (1945)
- Un infernale mezz'ora (1945)
- È lunga la strada per casa (1945)
- Veglia al vivo (1947)
- Sono mica stupido io! (1945)
- La Signora nel baule (1944)
- Vissi ieri! (1944)
- I morti non risorgono (1945)
- Il teschio di zucchero (1948)